# Sean Lock
Sean Lock (født 22. april 1963 i Chertsey, død 16. august 2021) var en engelsk komiker, stand-up-komiker, tv-vært og skuespiller. Han begyndte sin komikerkarriere som standup-kommiker og i 2000 vandt han British Comedy Award, i kategorien Best Live Comic, og han blev nomineret til Perrier Comedy Award. Han var holdkaptajn på Channel 4s panelshow 8 Out of 10 Cats fra 2005 til 2015, og på 8 Out of 10 Cats Does Countdown fra 2012 til 2021.
Lock optrådte ofte på scenen, i fjernsyn og radio. Hans optræden bestod ofte af surrealistiske fortællinger leveret med tør humor. Han skrev også materiale til Bill Bailey, Lee Evans og Mark Lamarr. Lock blev stemt ind som den 55. bedste standup komiker på Channel 4's 100 Greatest Stand-Ups i 2007, og han blev rangeret som nummer 19, da listen blev opdateret i 2010. Han var en hyppig deltager i panelshows inklusive BBCs Have I Got News for You, QI og They Think It's All Over.

## Tidlige liv
Lock blev født i Surrey. Før han blev komiker, var han bl.a. bygningsarbejder, blikkenslager og toiletrenser. Som 23-årig bygningsarbejder fik han hudkræft efter mange timers daglig udendørs arbejde. Lock har også arbejdet seks uger som gedehyrde i det centrale Frankrig for en hippie.

## Karriere
Locks tv-debut kom i 1993, da han spillede en birolle i showet Newman and Baddiel in Pieces med Rob Newman og David Baddiel. Gruppens turne ledte dem til at være de første komikere til at optræde på Wembley Arena, og fordi Lock varmede op, var han teknisk set den første komiker på Wembley Arena.
I 1995 spillede Lock med i en episode af Lee Evans' show The World of Lee Evans. Han spillede en morder på flugt.
Mens Lock primært lavede stand-up-comedy, var han i 1998 medforfatter til tre episoder af Bill Baileys tv-program Is it Bill Bailey, mens han også deltog i diverse radioprogrammer.
Sean Lock var i 2006 og 2007 vært for tv-programmet TV Heaven, Telly Hell, hvor nogle tv-personligheder kommer og snakker om deres bedste og værste tv-øjeblikke.
I 2011 og i følgende år var Lock vært for programmet Argumental. Programmet gik ud på at holdkaptajnerne Robert Webb og Seann Walsh og deres gæster diskuterer og debatterer aktuelle begivenheder, mens de forsøger at være morsomme.
Lock deltog ofte i britiske panelprogrammer, bl.a. QI og Have I Got News for You. Han var fra 2005 og til sin død holdkaptajn på programmet 8 Out of 10 Cats.

### 15 Minutes of Miseryog15 storeys high
Lock fik i 1998 sit eget radioprogram 15 Minutes Of Misery. Radioprogrammet kørte i en sæson på seks afsnit indtil 1999. Programmet gik ud på, at Sean Lock spillede en person, der boede i en lejlighed og aflyttede alle kompleksets beboere. Anden sæson kørte også på radioen og hed 15 Storeys High. Den foregik på en anden måde. I stedet for at nabolejlighederne blev aflyttet, foregik scenerne simpelthen bare i de andre lejligheder. Hvorimod 15 Minutes of Miserys episoder var 15 minutter lange, var 15 Storeys Highs episoder 30 minutter lange. Der var fem stykker.
I 2002 blev radioprogrammet lavet til et tv-program, der også hed 15 Storeys High. Lock hed da Vince og han havde fået en værelseskammerat, der hed Errol. Tv-programmet kørte i to sæsoner på hver seks episoder.

### Stand-up
Lock lavede meget stand-up og vandt i 2000 prisen som bedste komiker live ved British Comedy Awards. Han udgav to stand-up dvd'er; en i 2008 og en i 2011. Dvd'en fra 2011 er fra hans show Lockipedia, der var et stand-up-show, hvor han lagde stor vægt på improvisation, idet han bad et tilfældigt publikumsmedlem om at sige et bogstav og ord, som Lock skal joke om.

## Privatliv
Lock og hans kone, Anoushka Nara Giltsoff, havde to døtre, født i 2004 og 2006, og en søn født i 2009. Familien boede i Muswell Hill-området i London.
Lock var fan af fodboldklubben Chelsea F.C.

## Død og hyldest
Lock døde i sit hjem af kræft d. 16. august 2021, i en alder af 58. Ifølge Bill Bailey, der var en nær ven, var han blev diagnosticeret med fremskreden lungekræft nogle år tidligere.
Dem som hyldede ham inkluderede bl.a. deltagere fra 8 Out of 10 Cats; Jimmy Carr, Jon Richardson, Rachel Riley og Susie Dent; og mange andre komikere, Chelsea F.C.; QI; og Channel 4. Harry Hill skrev i The Guardian at han var "komikernes komiker". Den 19. august 2021 sendte Channel 4 et hyldestprogram til minde om Lock, der indeholdt hans standup show Keep It Light samt en episode af 8 Out of 10 Cats Does Countdown. Chelsea F.C. hyldede Lock d. 11. september under en kamp mod Aston Villa med en 1-minuts applaus i det 58'ne minut (det år han døde) af kampen.
Fans af Lock efterspurgte at hans bog The Tiger Who Came for a Pint, en parodi-bog han præsenterede i 8 Out of 10 Cats Does Countdown baseret på børnebogen The Tiger Who Came to Tea, skulle udgives og indtægterne skulle gå til kræftforskning i hans ære. Venner og fans, inklusive Kathy Burke, efterspurgte også at BBC tilføjede 15 Storeys High til deres online service. Efter dette udgav BBC begge serie via deres iPlayer service d. 27. august 2021.
I august 2022 gennemførte Bill Bailey en velgørenheds-vandretur til minde om Lock, hvor han indsamlede over £110.000.

## Filmografi

### Tv
| År        | Titel                           | Rolle                  | Noter                                | Ref.          |
| --------- | ------------------------------- | ---------------------- | ------------------------------------ | ------------- |
| 1991      | Acumen                          | N/A                    | Kunstner                             | [ 39 ]        |
| 1993      | Smart Alek                      | Smart Alek             | Writer, television short             | [ 39 ]        |
| 1993      | Newman and Baddiel in Pieces    | Shenley Grange         |                                      | [ 40 ]        |
| 1995      | The World of Lee Evans          | Mitchell               |                                      | [ 40 ]        |
| 1995      | Anton & Minty                   | Besøgende              | Også manuskriptforfatter             | [ 39 ]        |
| 1996      | The Chef and the Dancer         | Gæsteoptræden          |                                      | [ 39 ]        |
| 1997      | The Jack Docherty Show          | Gæsteoptræden          |                                      | [ 39 ]        |
| 1998      | Not The Jack Docherty Show      | Gæsteoptræden          |                                      | [ 39 ]        |
| 1999      | Is It Bill Bailey?              | N/A                    | Redaktør på manuskript               | [ 41 ]        |
| 2000      | TV to Go                        | Gæsteoptræden          |                                      | [ 39 ]        |
| 2000      | Stand up Perrier                | Gæsteoptræden          |                                      | [ 39 ]        |
| 2001      | We Know Where You Live          | Gæsteoptræden          |                                      | [ 39 ]        |
| 2001      | This Filthy Earth               | N/A                    | Writer                               | [ 39 ]        |
| 2002      | Jesus Christ Airlines           | Gæsteoptræden          |                                      | [ 39 ]        |
| 2002      | Is This It?                     | Gæsteoptræden          |                                      | [ 39 ]        |
| 2002–2004 | 15 Storeys High                 | Vince Clark            | Also writer and associate producer   | [ 40 ]        |
| 2003–2011 | QI                              | Guest panellist        | 32 episodes                          | [ 42 ]        |
| 2004      | Today with Des and Mel          | Gæsteoptræden          |                                      | [ 39 ]        |
| 2004      | The Terry and Gaby Show         | Gæsteoptræden          |                                      | [ 39 ]        |
| 2004      | The Wright Stuff                | Guest panellist        |                                      | [ 39 ]        |
| 2005–2015 | 8 Out of 10 Cats                | Sig selv, team captain |                                      | [ 40 ]        |
| 2006–2007 | TV Heaven, Telly Hell           | Sig selv, presenter    |                                      | [ 40 ] [ 39 ] |
| 2012–2022 | 8 Out of 10 Cats Does Countdown | Sig selv, team captain |                                      | [ 40 ]        |
| 2012–2013 | The Channel 4 Mash Up           | Sig selv               |                                      | [ 39 ]        |
| 2014      | Sean Lock: Purple Van Man       | Sig selv               |                                      | [ 39 ]        |
| 2017      | Dying Laughing                  | Sig selv, interviewee  |                                      | [ 39 ]        |
| 2020      | Mandy                           | Geoff                  | Episode: "Fish" (Series 1 Episode 4) | [ 43 ]        |

### Radio
| År        | Titel                | Rolle | Noter                    | Ref.   |
| --------- | -------------------- | ----- | ------------------------ | ------ |
| 1998–1999 | 15 Minutes of Misery | Sean  | Også manuskriptforfatter | [ 44 ] |